# Giorgio Maria Bergesio
Giorgio Maria Bergesio (Bra, 22 novembre 1963) è un politico italiano.

## Biografia
Nato a Bra, è sposato con Ilaria Abrate, con cui ha avuto due figlie, Virginia e Francesca. Quest'ultima, la maggiore delle due, è stata eletta Miss Italia nel concorso del 2023. È residente a Cervere e svolge la professione di dirigente d’azienda. È stato Presidente del Comitato Provinciale di Cuneo della Federazione Italiana Giuoco Calcio e Presidente del Comitato Regionale del Settore Giovanile Scolastico Piemonte e Valle d'Aosta.

### Attività politica
È stato sindaco di Cervere dal 1995 al 2004, poi vicesindaco e consigliere comunale dal 2004 al 2009.
Alle elezioni amministrative del 1999 è eletto consigliere della provincia di Cuneo nelle liste di Forza Italia nel collegio Fossano I-Bene Vagienna, per poi essere riconfermato nel 2004, quando è stato nominato Presidente del Consiglio Provinciale.
Passato alla Lega Nord, è stato rieletto consigliere provinciale alle elezioni del 2014, ricoprendo nuovamente la carica di Presidente del Consiglio Provinciale. Nel 2014 viene eletto segretario provinciale di Cuneo della Lega. 
Alle elezioni politiche del 2018 viene eletto senatore nel Collegio plurinominale Piemonte - 02 nelle liste della Lega.
Alle elezioni amministrative del 2019 è stato eletto consigliere del comune di Fossano.
Alle elezioni politiche del 2022 viene eletto al Senato della Repubblica nel collegio uninominale Piemonte-05 (Cuneo) per il centro-destra con il 51,73%, più del doppio rispetto all'avversaria del centro-sinistra Fiammetta Rosso (25,59%) e al candidato del Movimento 5 Stelle Vincenzo Pellegrino (8,93%).